# Zygmunt Batory
Zygmunt Batory (węg. Báthory Zsigmond) (ur. 1572, zm. 27 marca 1613) − wojewoda Siedmiogrodu w latach 1581–1586, w imieniu księcia Stefana Batorego, książę Siedmiogrodu w latach 1586–1599 i 1600–1601, książę opolski i raciborski 1597–1598, syn Krzysztofa Batorego, bratanek Stefana Batorego.